# Lantanophaga
Lantanophaga is een geslacht van vlinders van de familie vedermotten (Pterophoridae).

## Soorten
- L. aestuosa Meyrick, 1916
- L. nielseni Gielis, 1991
- L. pusillidactylus (Walker, 1864)